# Vladimir Vasin
Vladimir Alekseevich Vasin (Влади́мир Алексе́евич Ва́син; Moscou, 9 de janeiro de 1947) é um saltador soviético, campeão olímpico.

## Carreira
Ele competiu nos Jogos Olímpicos de Verão de 1972 em Munique e venceu a prova masculina de trampolim de 3 metros com a pontuação total de 594.09, conhecida na ocasião como springboard. Anos depois, por suas conquistas desportivas, tornou-se membro do International Swimming Hall of Fame. Ele também foi vice-presidente do Comitê Olímpico Russo na década de 2000.